# Diana Dors

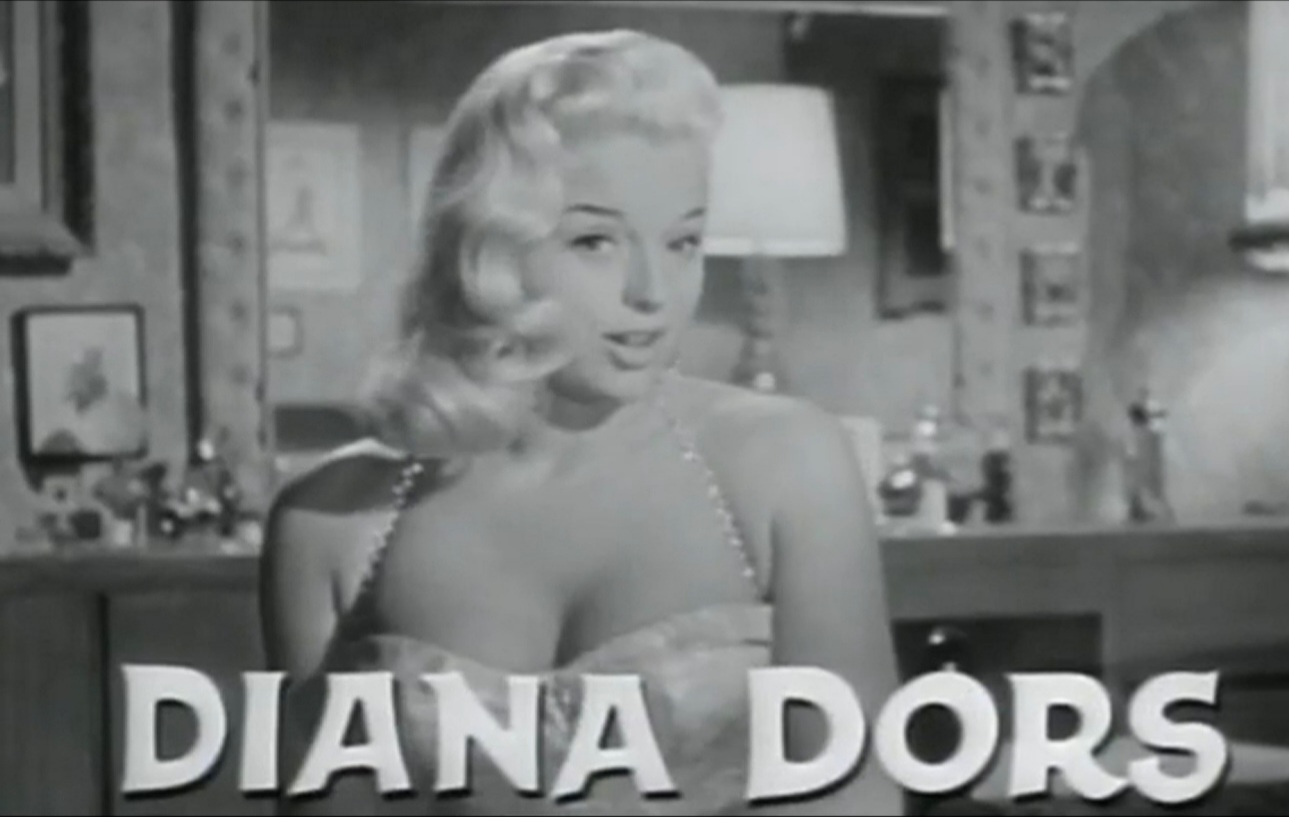
Diana Dors

Diana Dors (23 oktober 1931 – 4 mei 1984) was een Engels actrice en sekssymbool. Ze werd geboren als Diana Mary Fluck in Swindon, Wiltshire. Ze werd beschouwd als het Engelse equivalent van de seksbommen uit Hollywood, actrices die als zeer aantrekkelijk werden gezien en bekendstonden vanwege hun opvallende blonde haar, vaak met een ruim bemeten buste. Dors omschreef zichzelf als "The only sex symbol Britain has produced since Lady Godiva."

## Filmografie
- Dancing with Crime (1947)
- Holiday Camp (1947)
- The Shop at Sly Corner (1947) (ook bekend als Code of Scotland Yard)
- Penny and the Pownall Case (1948)
- My Sister and I (1948)
- Here Come the Huggetts (1948)
- The Calendar (1948)
- Oliver Twist (1948)
- Good-Time Girl (1948)
- Vote for Huggett (1949)
- It's Not Cricket (1949)
- A Boy, a Girl and a Bike (1949)
- Diamond City (1949)
- Dance Hall (1950)
- Worm's Eye View (1951)
- Lady Godiva Rides Again (1951)
- The Last Page (1952; ook bekend als Man Bait)
- My Wife's Lodger (1952)
- The Great Game (1953)
- Is Your Honeymoon Really Necessary? (1953)
- The Saint's Girl Friday (1953)
- It's a Grand Life (1953)
- The Weak and the Wicked (1954)
- Value for Money (1955)
- Miss Tulip Stays the Night (1955)
- An Alligator Named Daisy (1955)
- A Kid for Two Farthings (1955)
- As Long as They're Happy (1955)
- Yield to the Night (1956)
- The Unholy Wife (1957)
- The Long Haul (1957)
- Tread Softly Stranger (1958)
- The Love Specialist (1958) (originele titel: La ragazza del palio)
- Passport to Shame (1958)

- I Married a Woman (1958)
- Scent of Mystery (1960) (ook bekend als Holiday in Spain)
- On the Double (1961)
- The Big Bankroll (1961)
- Mrs. Gibbons' Boys (1962)
- Encontra a Mallorca (1962)
- West 11 (1963)
- Allez France! (1964)
- The Sandwich Man (1966)
- Berserk! (1967)
- Danger Route (1967)
- Baby Love (1968)
- Hammerhead (1968)
- Deep End (1970)
- There's a Girl in My Soup (1970)
- Hannie Caulder (1971)
- The Pied Piper (1972)
- Nothing But the Night (1973)
- Every Afternoon (1972) (ook bekend als Swedish Wildcats)
- The Amazing Mr. Blunden (1972)
- Steptoe and Son Ride Again (1973)
- Theatre of Blood (1973)
- From Beyond the Grave (1973)
- Craze (1974)
- Three for All (1975)
- The Amorous Milkman (1975)
- Bedtime with Rosie (1975)
- What the Swedish Butler Saw (1975) (ook bekend als A Man with a Maid en Champagnegalopp)
- Adventures of a Taxi Driver (1976)
- Keep It Up Downstairs (1976)
- Adventures of a Private Eye (1977)
- Confessions from the David Galaxy Affair (1979)
- Steaming (1984)

## Televisierollen

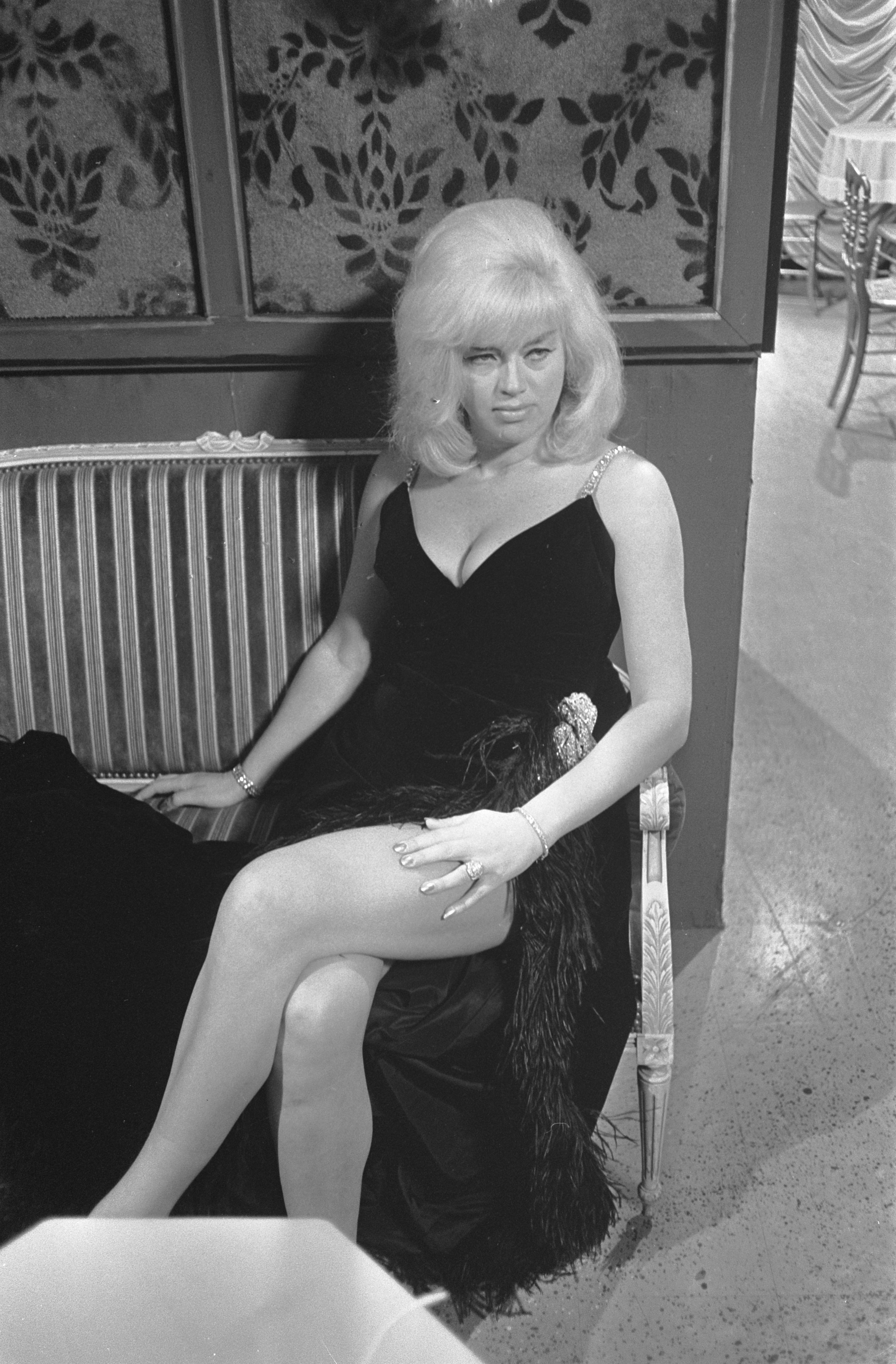
Diana Dors in 1968

| Jaar   | Titel                                                    | Rol              |
| ------ | -------------------------------------------------------- | ---------------- |
| 1962   | The Sorcerer's Apprentice, (Alfred Hitchcock Presents)   | Irene Sadini     |
| 1963   | Run For Doom (The Alfred Hitchcock Hour)                 | Nickie Carole    |
| 1970-2 | Queenie's Castle                                         | Queenie Shepherd |
| 1973   | All Our Saturdays                                        | Di Dorkins       |
| 1977-8 | Just William                                             | Mrs Bott         |
| 1978   | The Sweeney, serie 4 aflevering 1, Messenger of the Gods | Lily Rix         |
| 1980   | Hammer House of Horror: Children Of The Full Moon        | Mrs Ardoy        |
| 1980   | The Two Ronnies: The Worm That Turned                    | The Commander    |
| 1981   | Prince Charming (videoclip van Adam and the Ants)        | Fairy Godmother  |

- Biblioteca Nacional de España: XX1397863
- Bibliothèque nationale de France: cb139399054 (data)
- Gemeinsame Normdatei: 118526928
- International Standard Name Identifier: 0000 0003 6863 7246
- Library of Congress Control Number: n83142846
- MusicBrainz: ea3284a0-80e9-48c8-a541-07f333869c48
- Nationale Bibliotheek van Israël: 987007349485005171
- Nederlandse Thesaurus van Auteursnamen: 166977853
- SNAC: w6zn0n38
- Système universitaire de documentation: 143144502
- Virtual International Authority File: 7578577
- WorldCat: E39PBJk8YP7QcqQdvDrgctgkDq